# Hospital de Bellvitge metróállomás
Hospital de Bellvitge egyike a Spanyolországban található barcelonai metró metróállomásainak.

## Metróvonalak
Az állomást az alábbi metróvonalak érintik:
- 1-es metróvonal

## Kapcsolódó állomások
Az állomáshoz az alábbi állomások vannak a legközelebb:
- Estación de El Prat Estació (Hospital de Bellvitge)
- Bellvitge (Fondo, 1-es metróvonal)